# Walter Reisp
Walter Reisp, avstrijski rokometaš, * 5. november 1910, † ?.
Leta 1936 je na poletnih olimpijskih igrah v Berlinu v sestavi avstrijske rokometne reprezentance osvojil srebrno olimpijsko medaljo.